# Spreeradweg

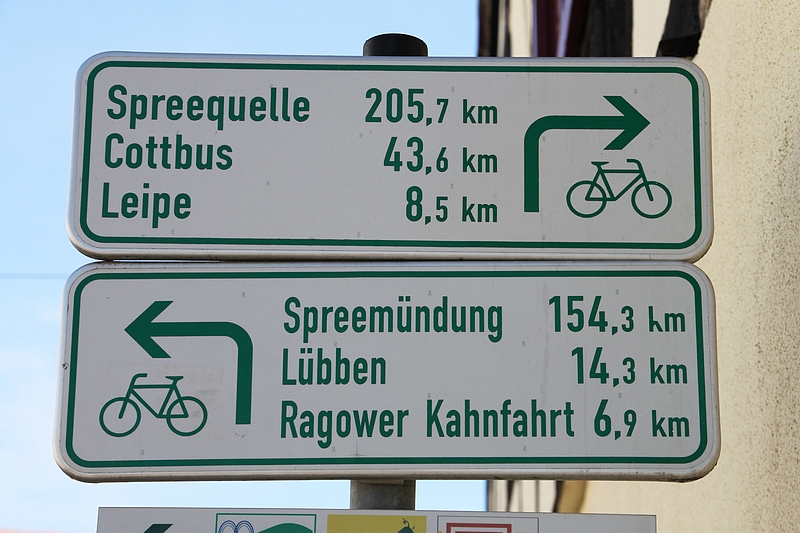
Wegweiser des Spreeradweges in Lübbenau/Spreewald

Der Spreeradweg führt auf einer Länge von etwa 360 km von den Quellen der Spree in der Oberlausitz bis nach Berlin, wo die Spree in die Havel mündet.

## Streckenverlauf
Der Radweg beginnt an der Spreequelle in Eibau und folgt dem Spreelauf durch das Lausitzer Bergland bis nach Bautzen. Dieser Teil der Strecke weist viele Steigungen auf. Ab Bautzen fährt man durch die Oberlausitzer Heide- und Teichlandschaft und somit durch etwas flacheres Gebiet. Weiter geht es vorbei am Braunkohletagebaugebiet bei Spremberg. Nach Cottbus folgt das Peitzer Teichgebiet. Weiter führt der Radweg durch den Spreewald mit seinen weit verzweigten Kanälen. Danach vereinigt sich der Fluss wieder und man kann weiter über Fürstenwalde bis nach Erkner an der Berliner Stadtgrenze radeln. Dort hat der Spreeradweg Anschluss an den Europaradweg R1.
Im sächsischen Teil ist die Ausschilderung teilweise ergänzungs- und wartungsbedürftig. Insbesondere in der Braunkohlenfolgelandschaft zwischen Uhyst (Spree) und Schwarze Pumpe fehlt sie nahezu vollständig. Von Ebersbach/Sa. bis Bautzen ist der Weg sehr gut beschildert. Schon nördlich von Bautzen hat man im Biosphärenreservat Oberlausitzer Heide- und Teichlandschaft mit dem Kraftwerk Boxberg eine nicht zu übersehende Dominante des Weges, die sicher nach Uhyst leitet. Der Weg zum Bärwalder See und die danach folgende linke Umfahrung nach Bärwalde und Boxberg ist ausgeschildert. Kurz vor dem Kraftwerk Boxberg erreicht man die Bundesstraße 156 und fährt auf dem Radweg daneben bis zum Kraftwerk. Vor diesem fährt man die links neben dem Kraftwerk abgehende Spreestraße auf dem linken Radweg einige Kilometer neben dem westlichen Teil des Truppenübungsplatzes Oberlausitz. Der benötigte Abzweig nach Döschko und Neustadt/Spree ist mit „Döschko“ ausgeschildert. Am Abzweig Spreewitz ist wieder Richtung Spremberg ausgeschildert. Die gesamte Wegeführung ist teils abwechslungsreich und naturnah auf guten Wegen, teilweise vorrangig zur Entfernungsüberbrückung geeignet.
An der Wegstrecke gibt es verschiedene Möglichkeiten, um zu übernachten oder auch sein Fahrrad reparieren zu lassen.

## Sehenswürdigkeiten unterwegs
- Ebersbach/Sa.: Spreequelle, Umgebindehäuser
- Taubenheim: 45 Sonnenuhren
- Sohland: Umgebindehäuser, Himmelsbrücke, Liste der Kulturdenkmale in Sohland an der Spree
- Schirgiswalde: Umgebindehäuser, Kirchen, eine Silbermann-Orgel
- Großpostwitz: ev. Kirche
- Bautzen: Altstadt mit Alter Wasserkunst und Michaelskirche
- Malschwitz: Biosphärenreservat Oberlausitzer Heide- und Teichlandschaft
- Uhyst: Bärwalder See, Neues Schloss
- Bärwalde: Schloss
- Sprey: Schrotholzkirche
- Spreewitz: Fachwerkkirche
- Spremberg: Historischer Stadtkern
- Bühlow: Talsperre Spremberg
- Cottbus: Kutzeburger Mühle, Branitzer Park, Innenstadt
- Peitz: Peitzer Teichgebiet, Festung Peitz
- Burg: Bismarckturm, Kirche Burg (Spreewald), Biosphärenreservat Spreewald
- Lübben: Schloss Lübben
- Schlepzig: Dorfkirche Schlepzig
- Beeskow: Burg Beeskow
- Fürstenwalde: Dom St. Marien, Rathaus Fürstenwalde
- Erkner: Gerhart-Hauptmann-Museum
- Köpenick: Schloss Köpenick
- Karlshorst: Liste der Kulturdenkmale in Berlin-Karlshorst
- Museumsinsel: Staatliche Museen zu Berlin

## Bilder

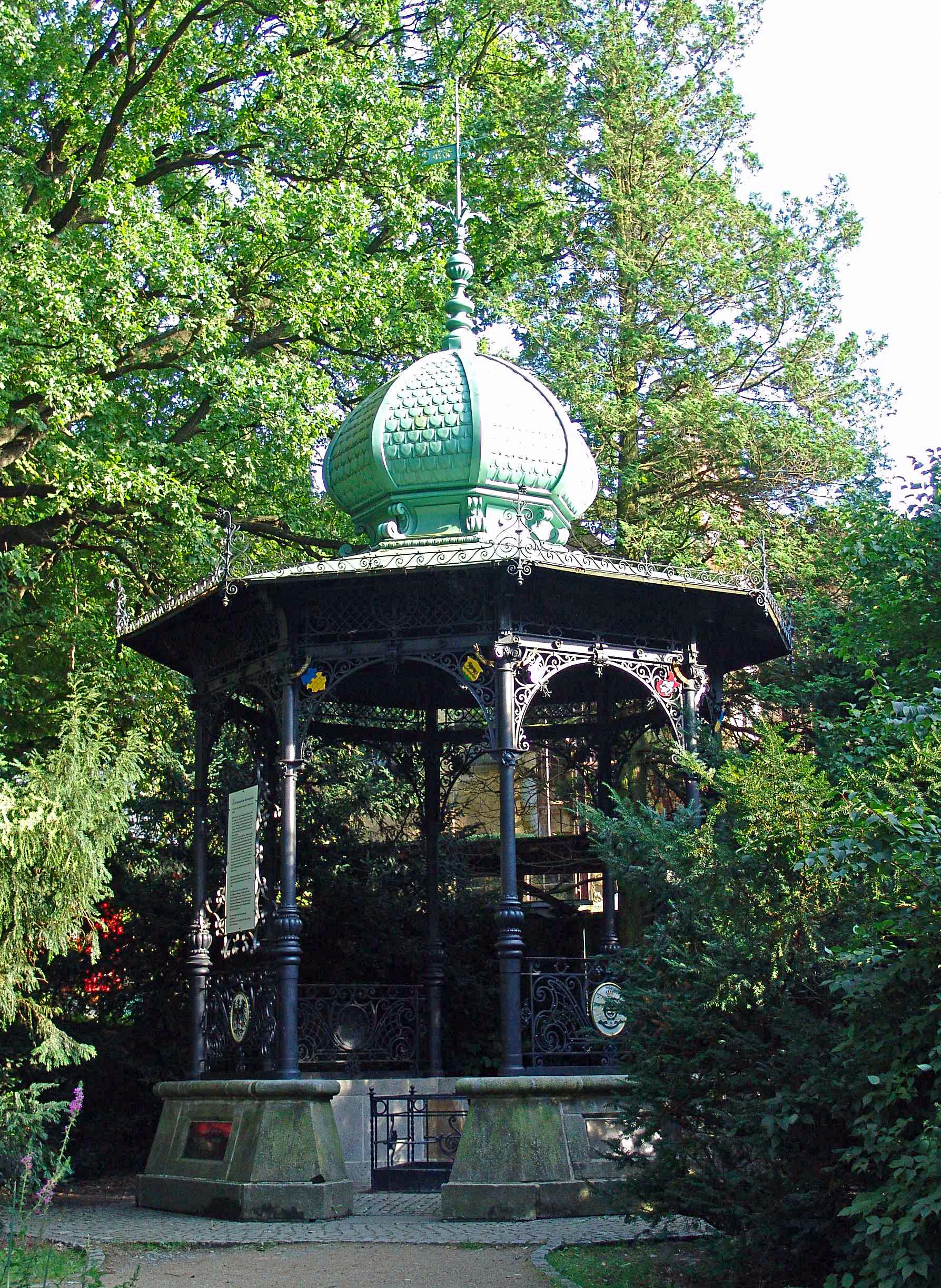
Spreequelle in Ebersbach/Sa.
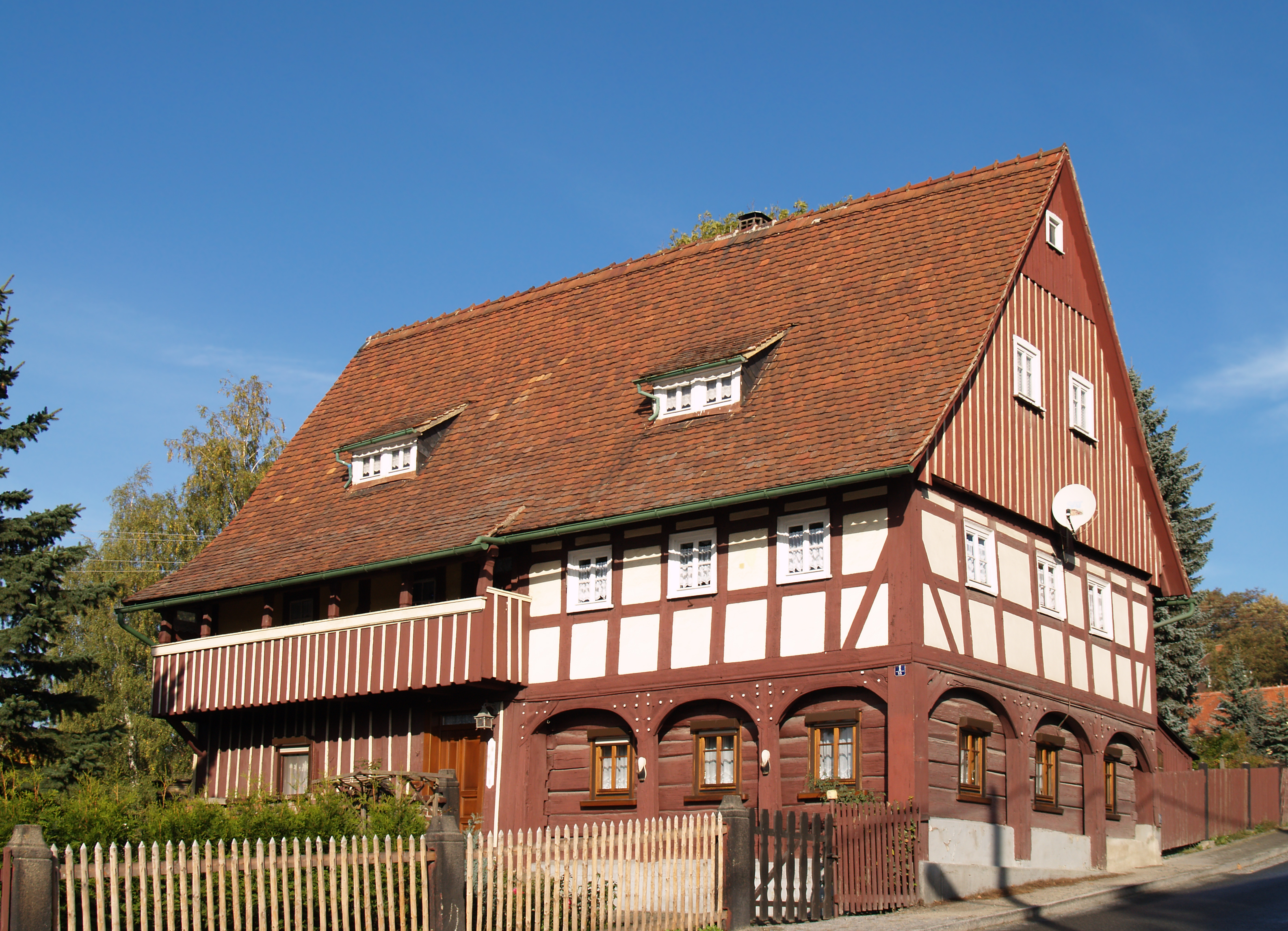
Umgebindehaus in Ebersbach
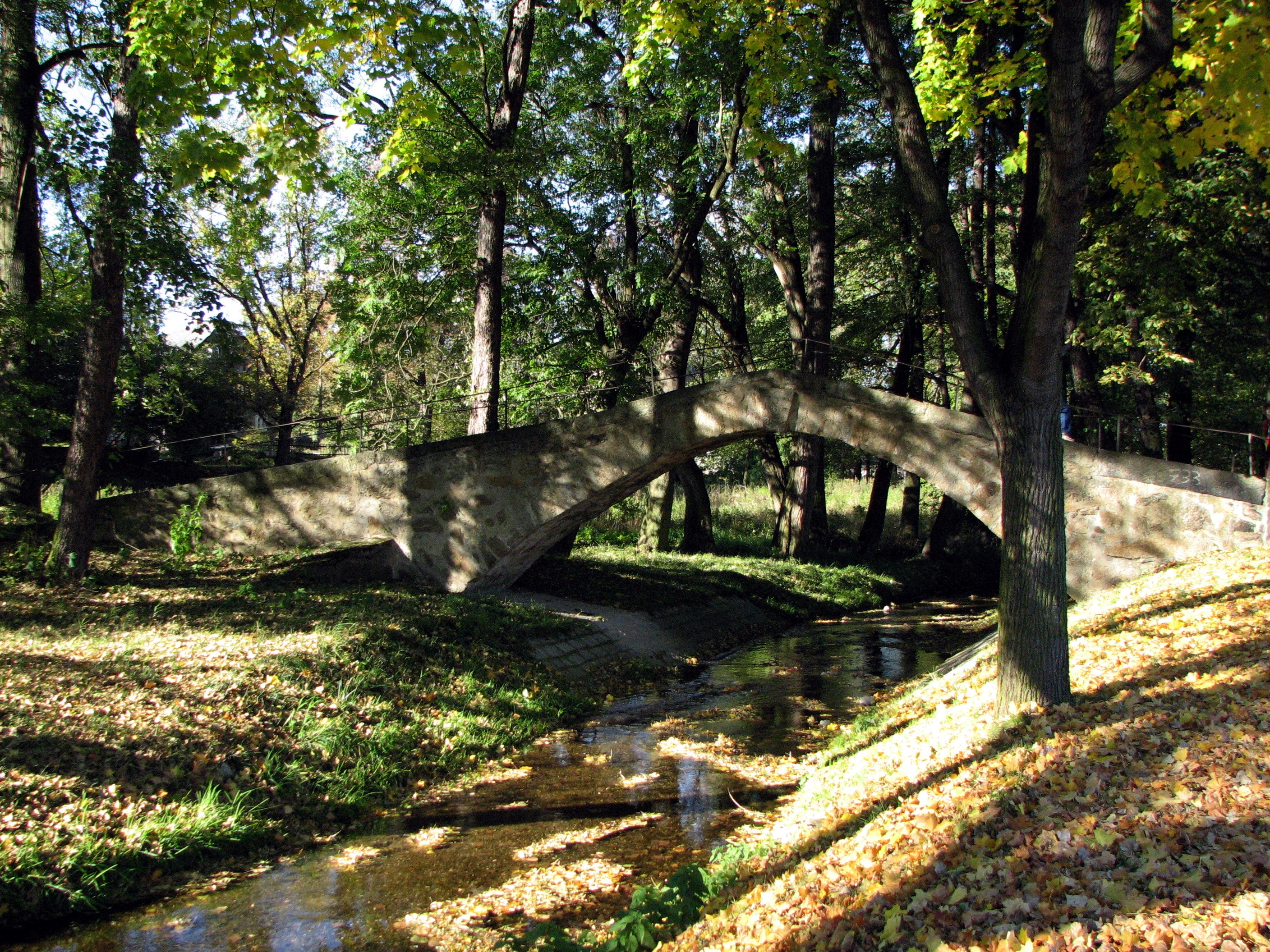
Himmelsbrücke in Sohland
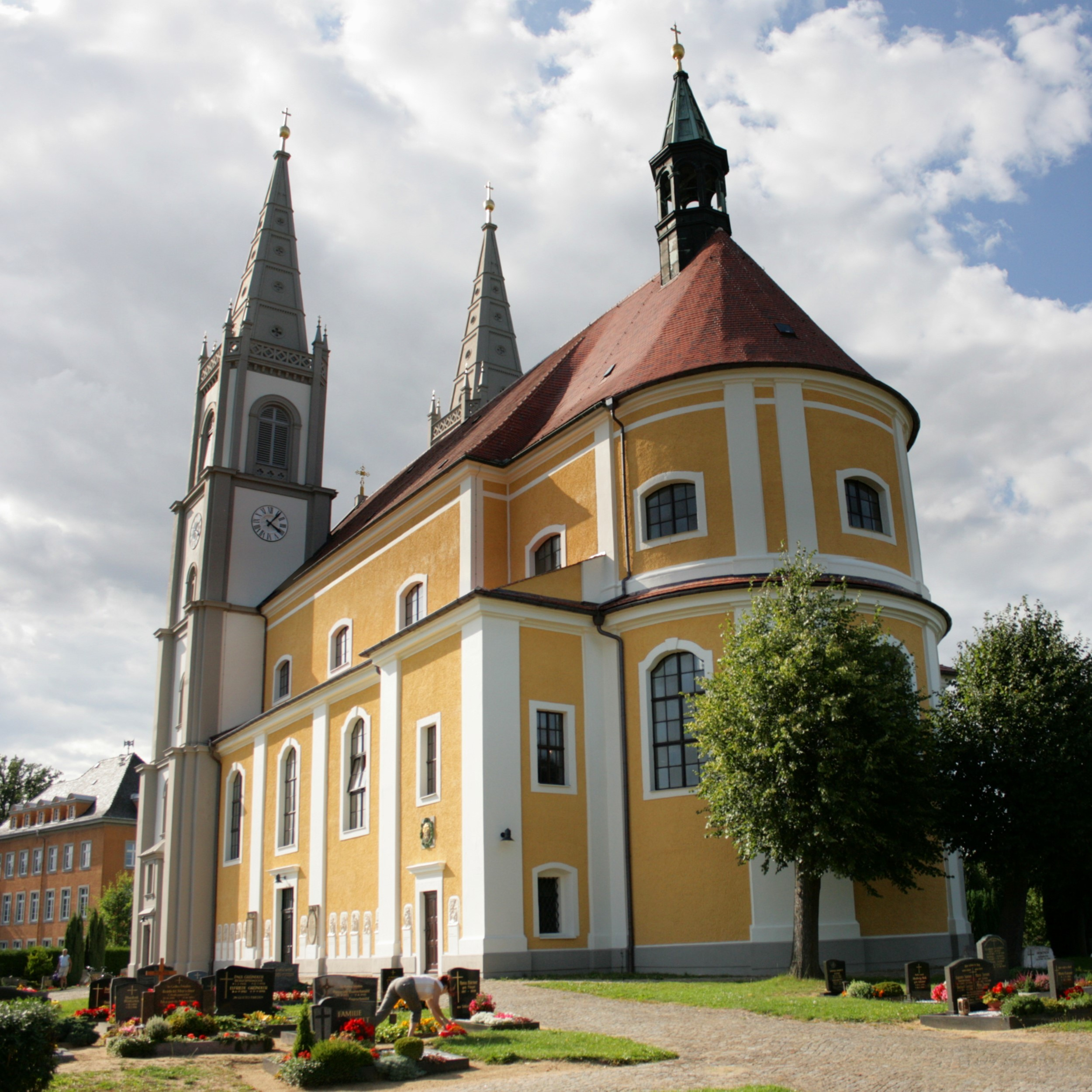
Katholische Kirche in Schirgiswalde
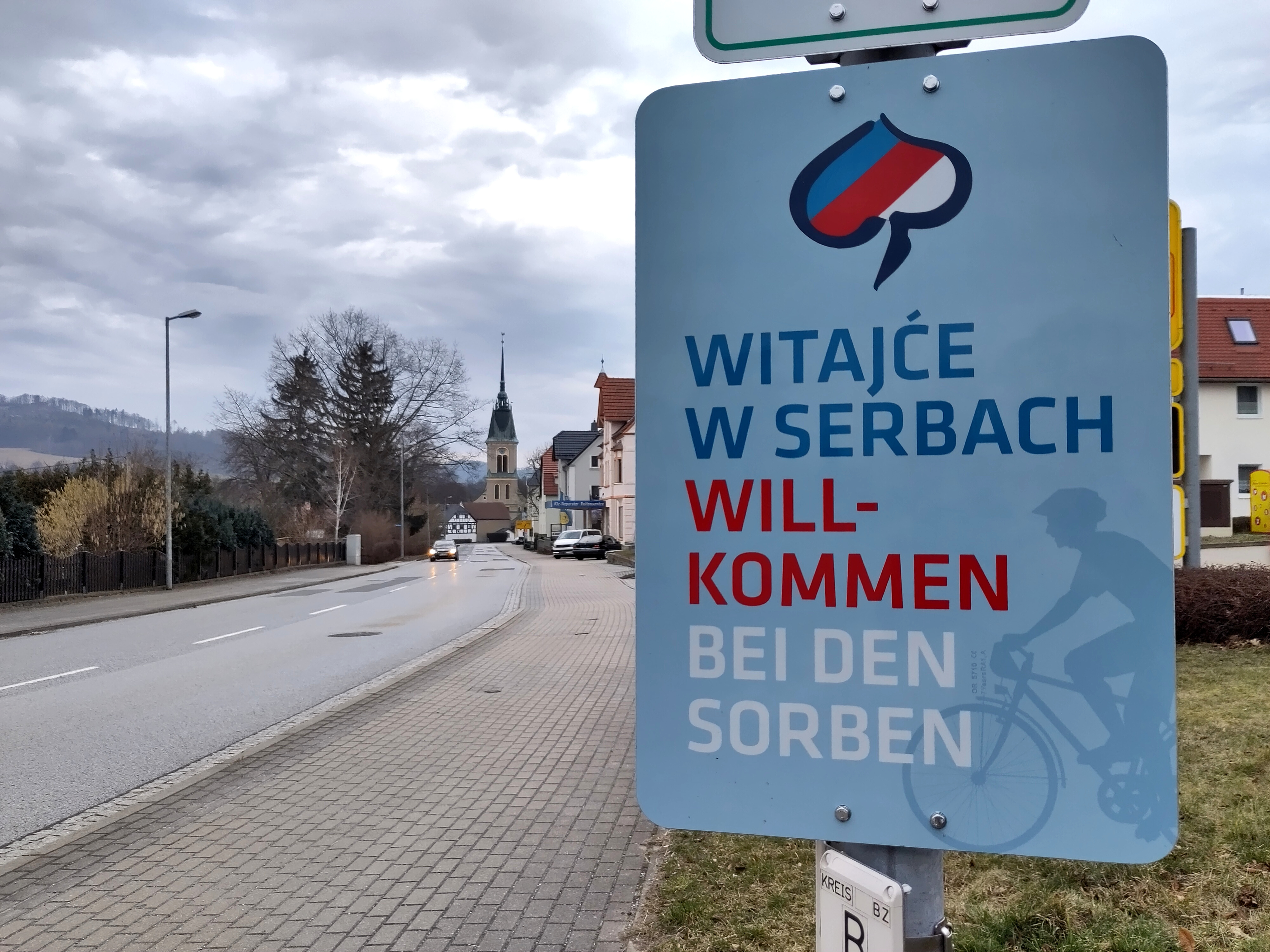
Willkommenstafel an der Südgrenze des Sorbischen Siedlungsgebietes
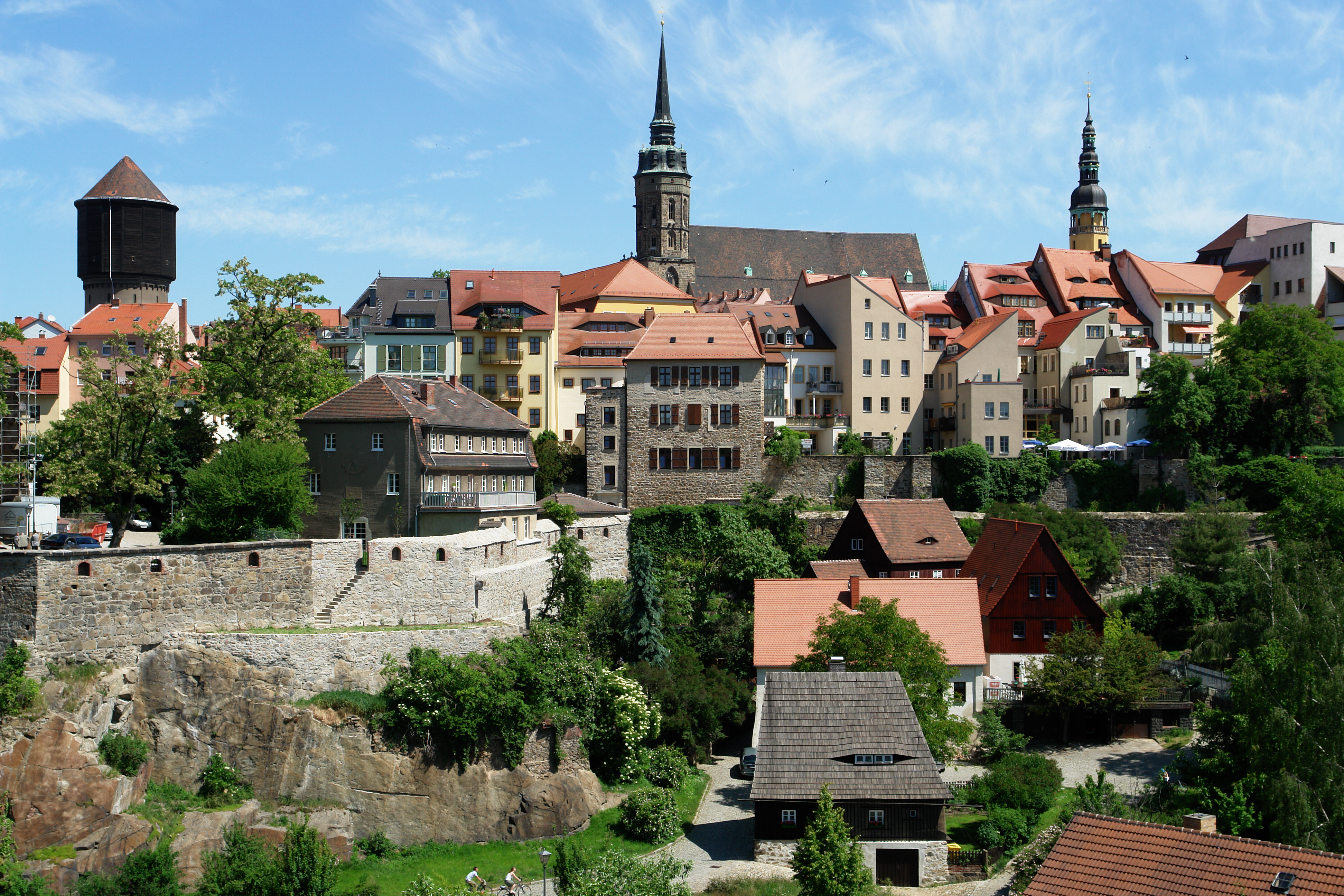
Stadtansicht von Bautzen
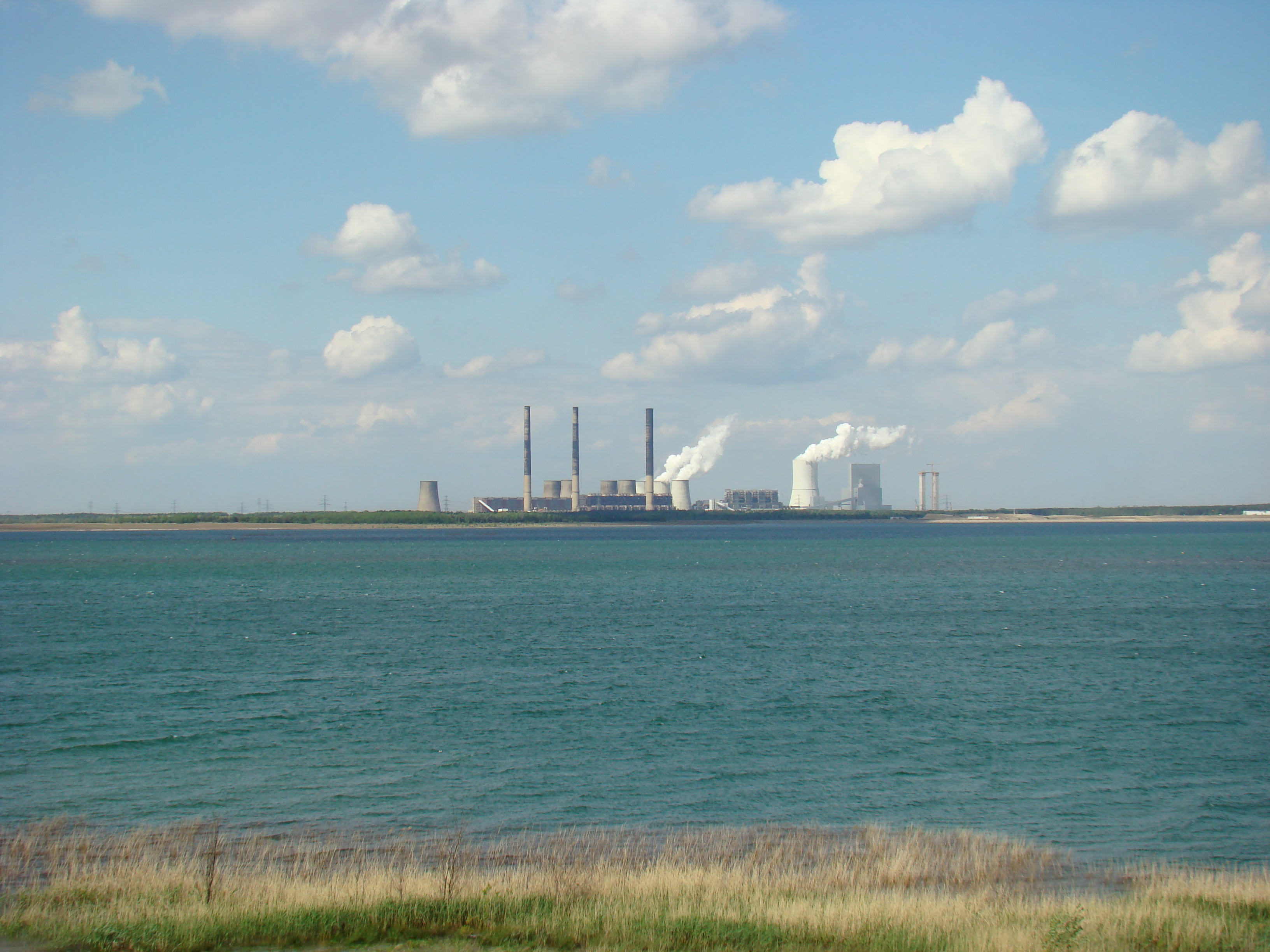
Bärwalder See und das Kraftwerk Boxberg
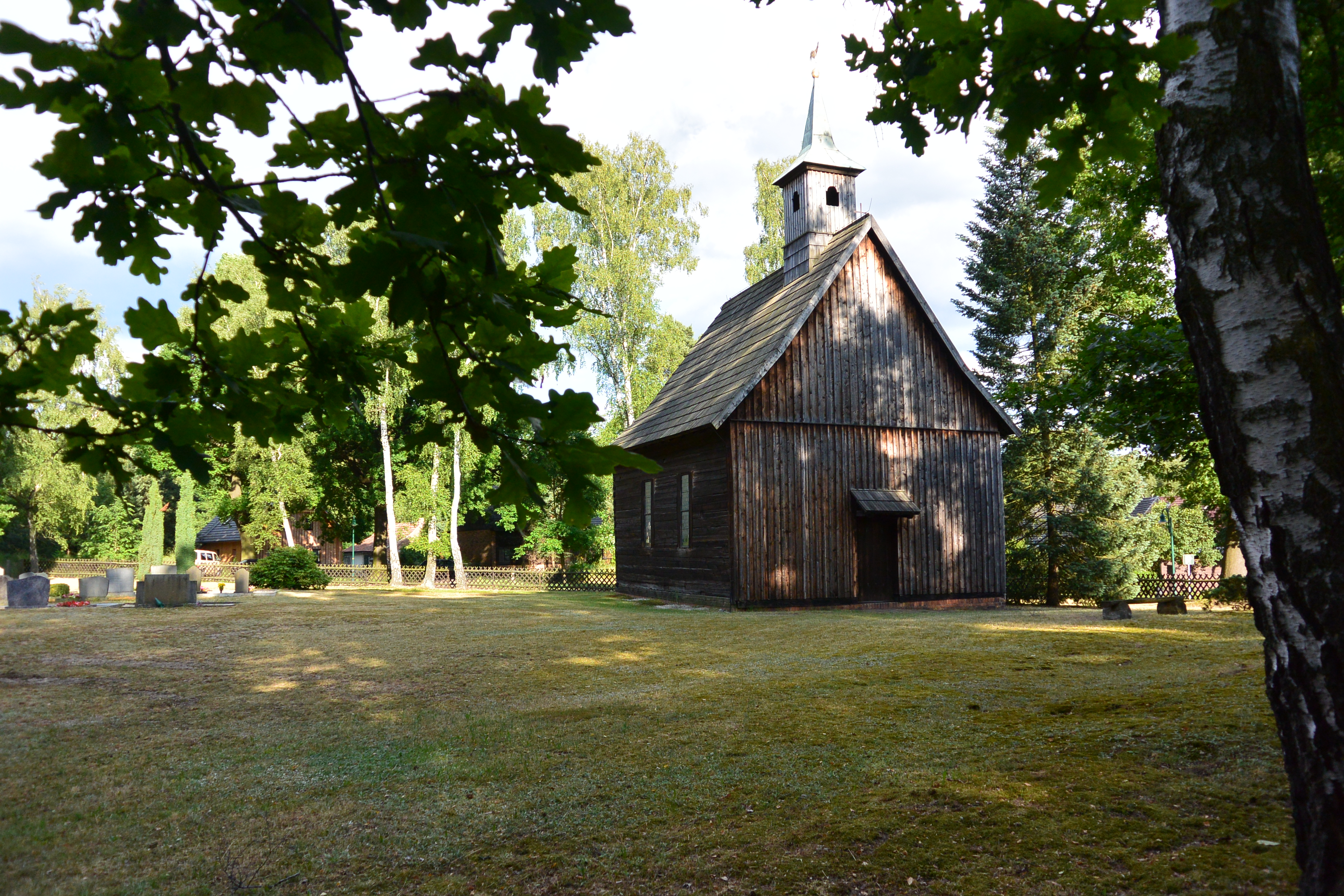
Schrotholzkirche in Sprey
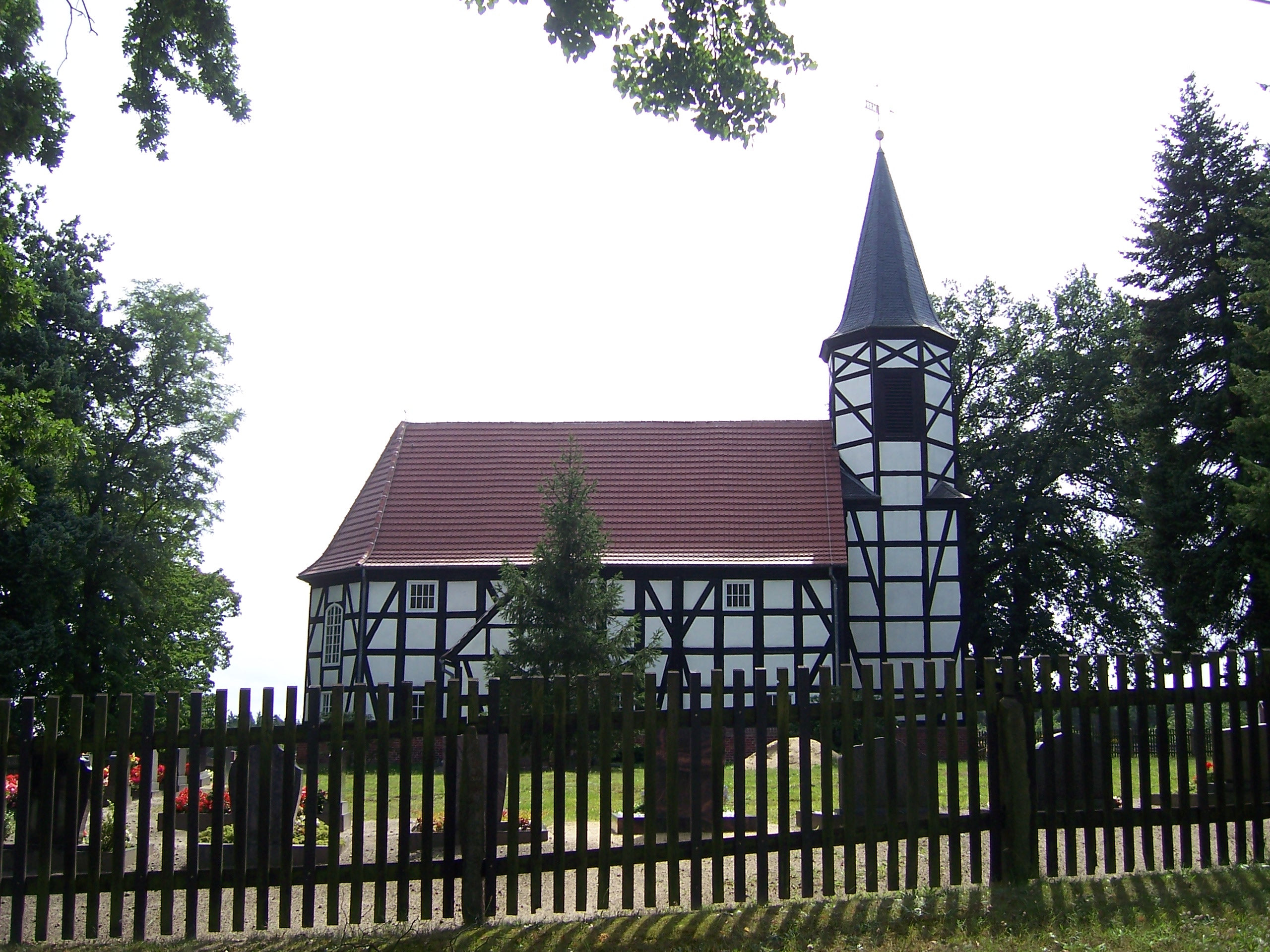
Fachwerkkirche in Spreewitz
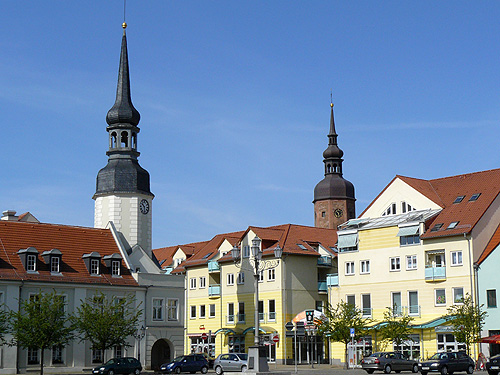
Rathaus und Kreuzkirche in Spremberg
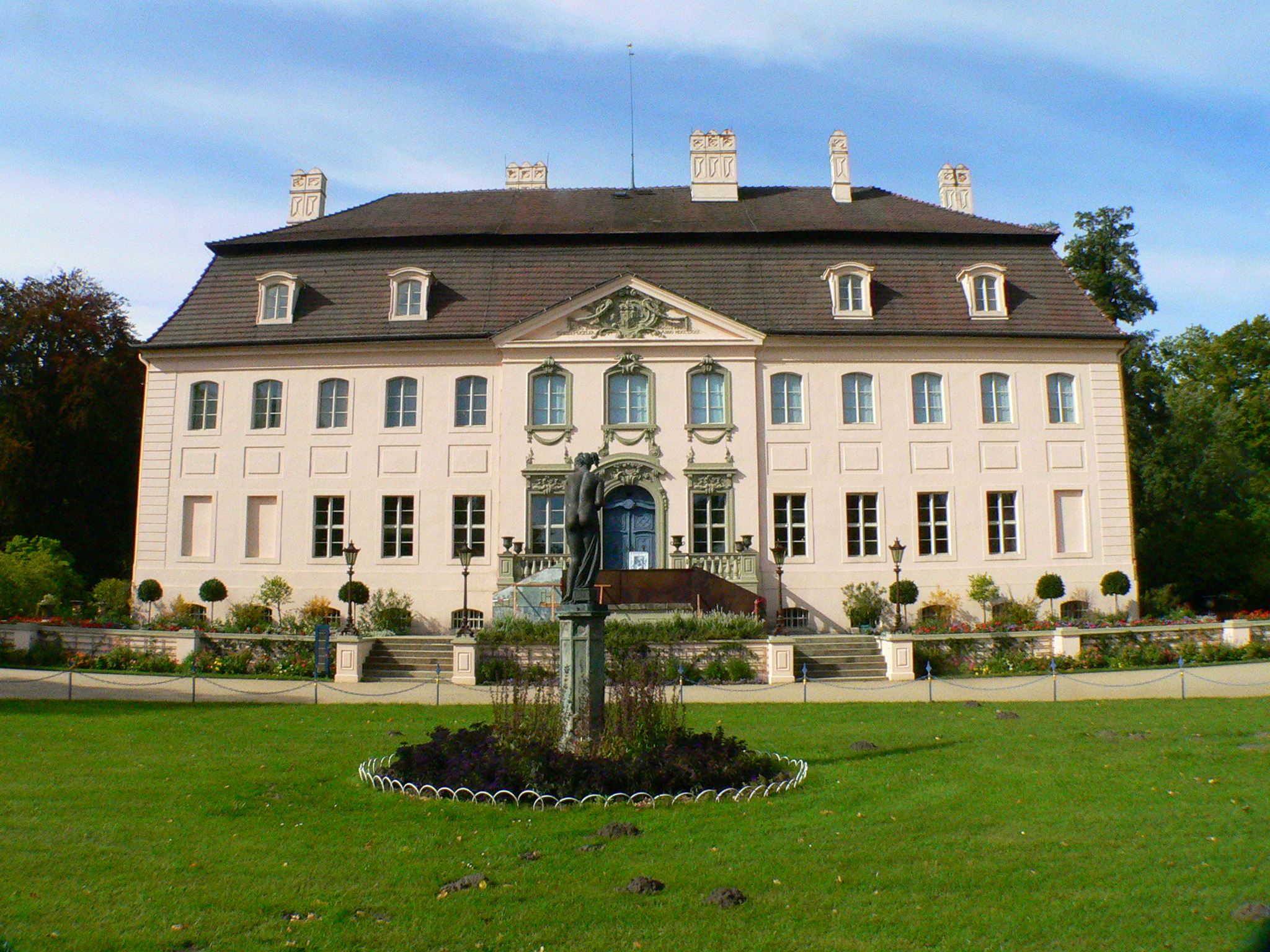
Schloss Branitz im Branitzer Park
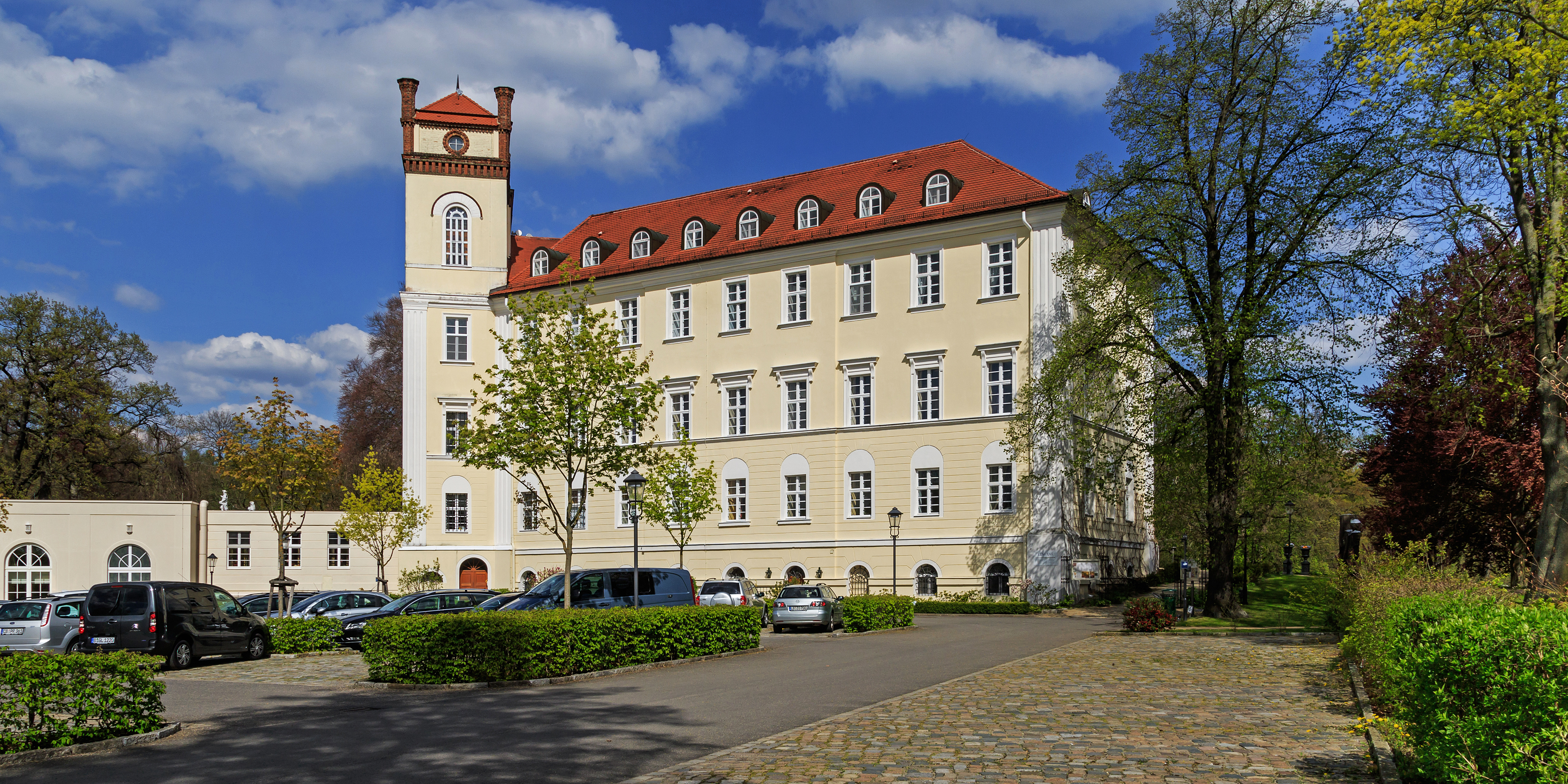
Schloss Lübbenau
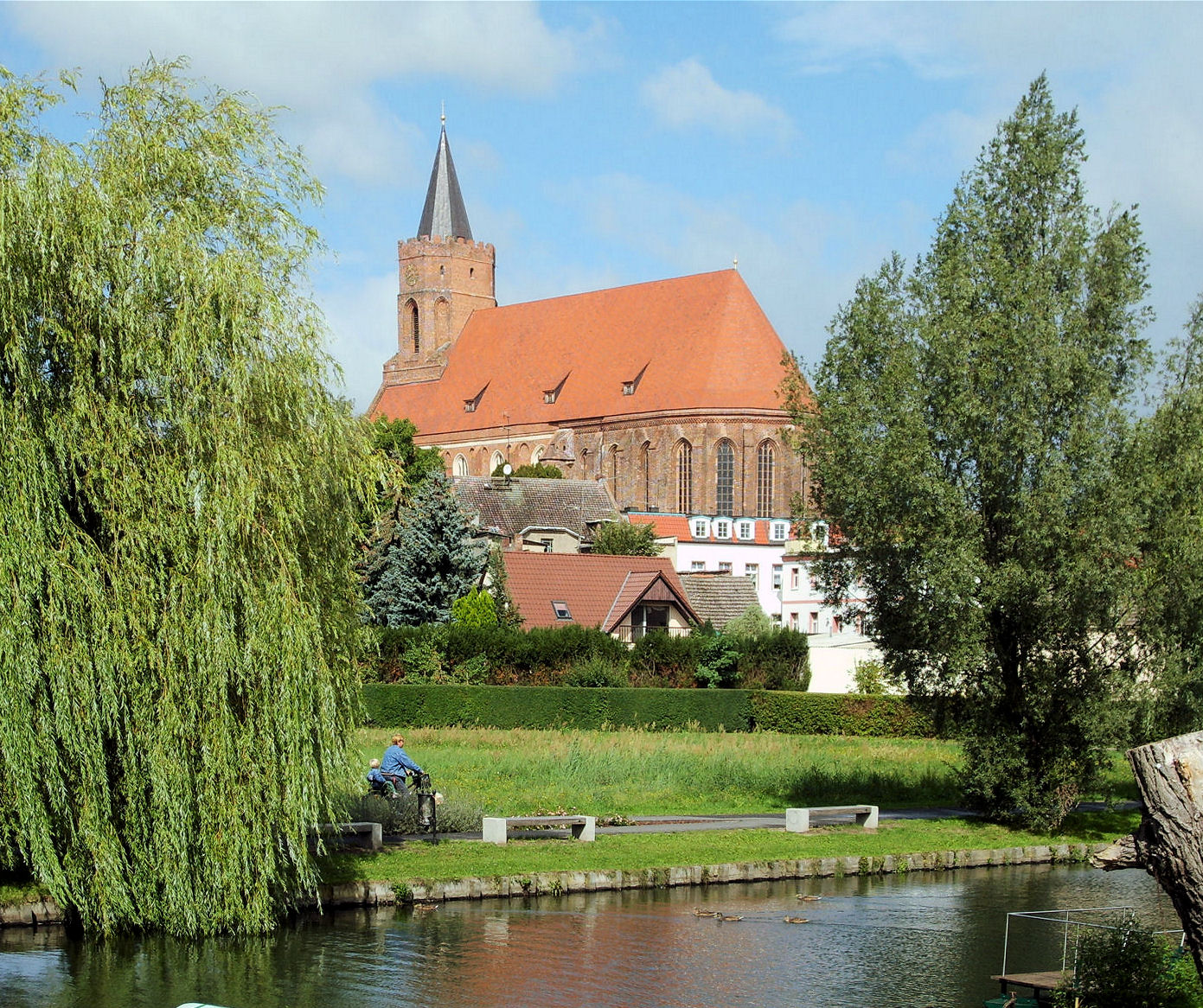
Marienkirche in Beeskow
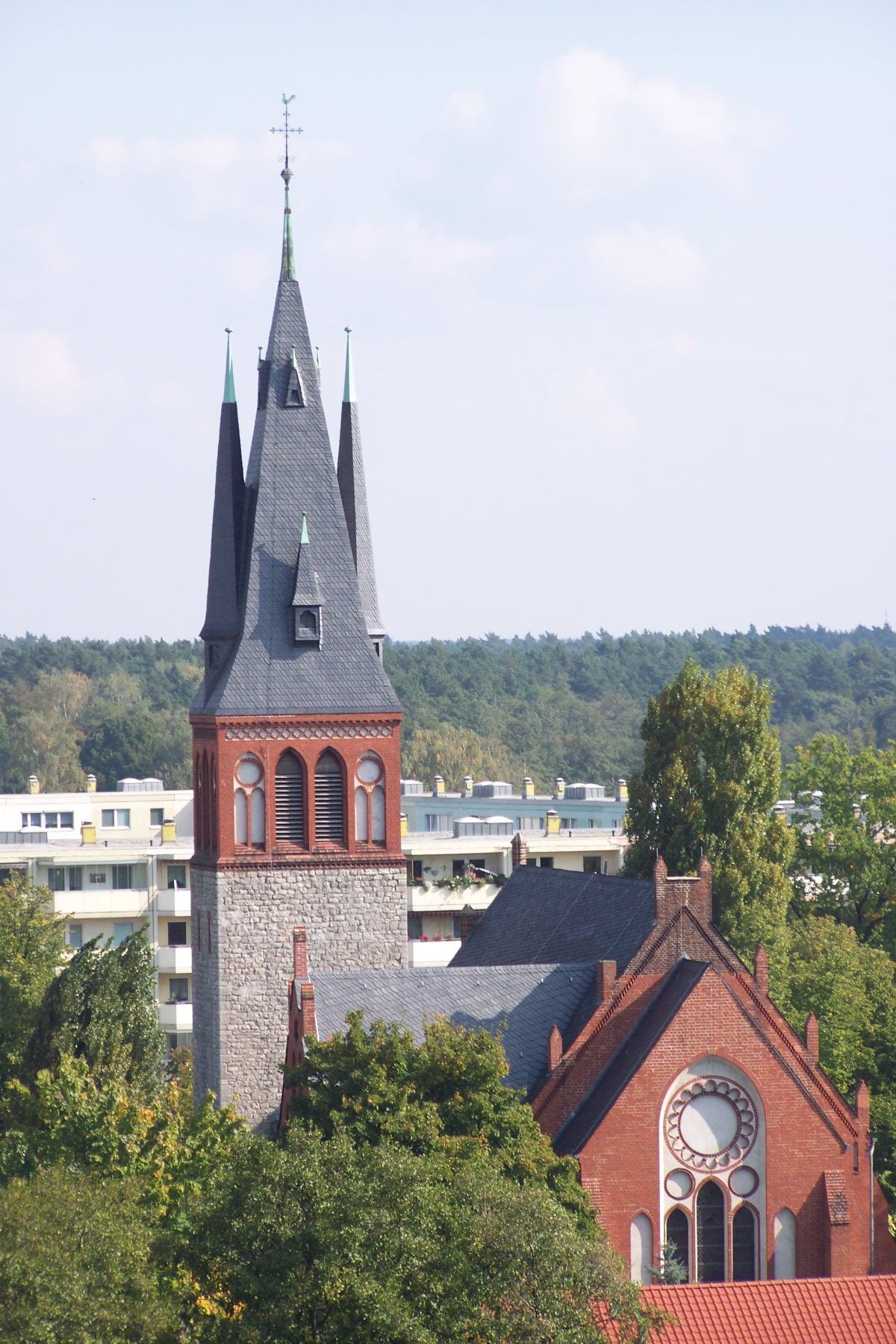
Genezareth-Kirche in Erkner
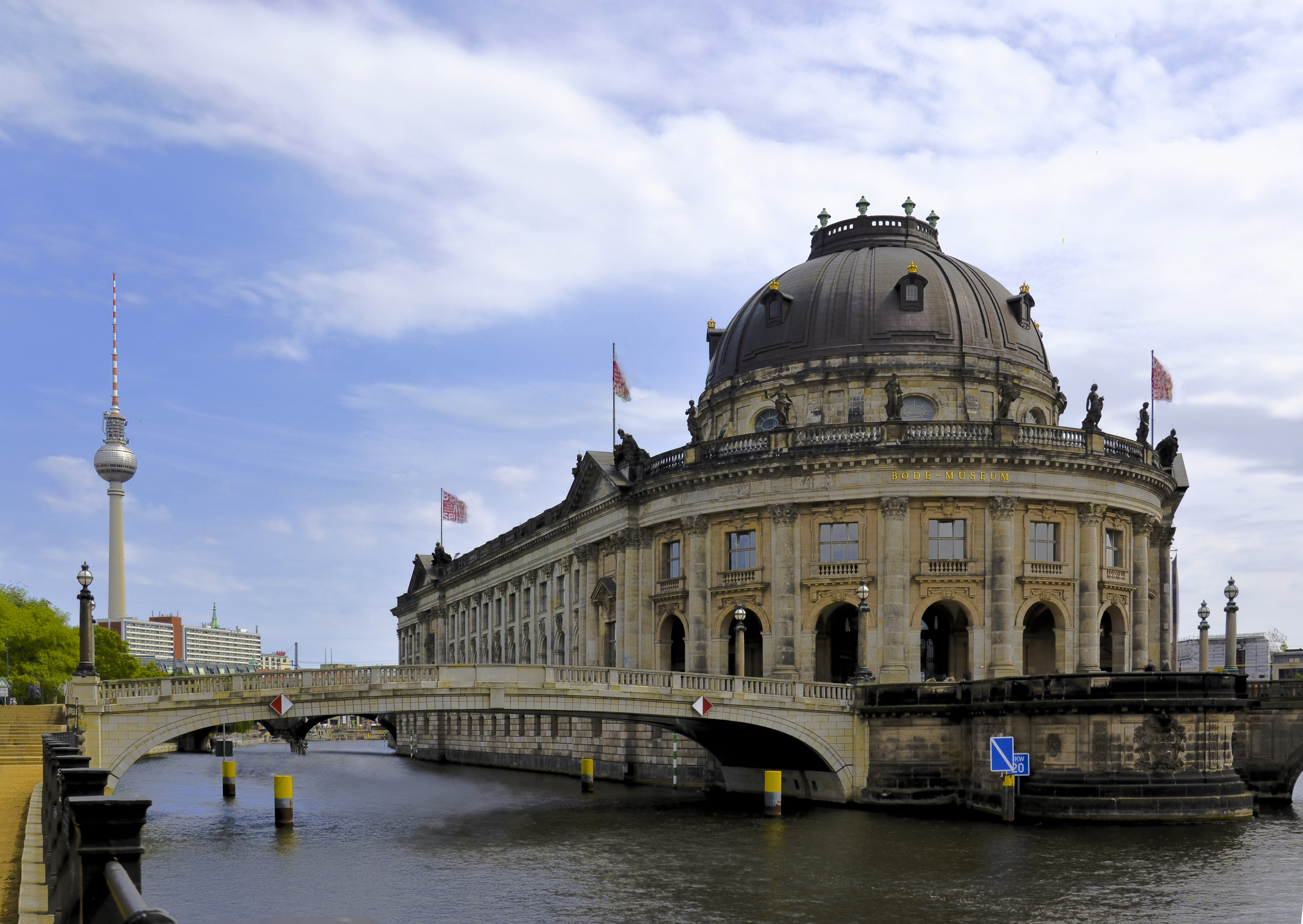
Blick auf die Museumsinsel mit Bode-Museum und Monbijoubrücke und dem Fernsehturm im Hintergrund